# Lego Dimensions
Lego Dimensions est un jeu vidéo d'action-aventure développé par Traveller's Tales et édité par WB Games, sorti en septembre 2015 sur Xbox 360, Xbox One, PlayStation 3, PlayStation 4 et Wii U. Il s'agit du premier jeu de la franchise Lego à utiliser la technologie NFC.

## Synopsis
Il existe une ancienne planète au centre du Multivers Lego, Fondation Prime, habitée par Lord Vortech. Il est dit qu'il contrôle les éléments fondamentaux sur lesquels cette planète est construite et peut contrôler tout le Multivers Lego. En s'autoproclamant chef, Lord Vortech convoque des personnages venant des différentes dimensions Lego pour l'aider à retrouver les éléments fondateurs. Certains ont accepté, d'autres se sont rebellés. Seul le pouvoir combiné des plus grands héros Lego peut arrêter Lord Vortech.
Quand un vortex mystérieux et puissant apparaît soudainement dans divers dimensions Lego, Batman depuis DC Comics, Gandalf depuis Le Seigneur des anneaux et Cool-Tag depuis La Grande Aventure Lego se sont fait aspirer. Pour sauver leurs amis, Batman, Gandalf et Cool-Tag sautent courageusement dans le tourbillon. En voyageant dans les endroits au-delà de leur imagination à la recherche de leurs amis, ils se rendent vite compte que Lord Vortech avait convoqué des méchants venant des différents mondes Lego pour l'aider à contrôler le monde. Plus son pouvoir grandit, plus les dimensions se mélangent, des personnages font des rencontres inattendues, et les frontières se brisent. Nos héros doivent voyager à travers l'espace et le temps pour sauver leurs amis avant que les vortex ne détruisent toute la Lego humanité.
Bien que Batman, Gandalf et Cool-Tag soient suffisants pour progresser dans l'histoire, des personnages et véhicules supplémentaires sont nécessaires pour obtenir des minikits et sauver des citoyens en danger à travers les niveaux.

## Système de jeu

### Généralités
Le système de jeu est similaire à celui des autres jeux Lego, la seule différence est l'utilisation du Toy Pad. Le joueur doit placer des figurines, des véhicules, et certains gadgets sur un socle nommé Toy Pad pour qu'ils prennent vie dans le jeu vidéo.
Chaque personnage, véhicule et gadget dispose de son propre socle où dans lequel se trouve une puce permettant au Toy Pad de les reconnaitre. Si l'on place la figurine d'Homer Simpson sur le socle de Batman, c'est ce dernier qui apparait à l'écran.
Cela est différent pour les socles des véhicules et gadgets où les puces sont vierges, en effets, lorsque vous êtes dans le mode histoire principale, pack histoire et pack aventure, quand on demande de construire un véhicule/gadget, on peut mettre n'importe quel autre socle véhicule/gadget, le jeu ne fait pas la différence.
Le Toy Pad qui donne vie aux personnages, aux véhicules et autres gadgets est un socle lumineux que l'on connecte à la console par un câble USB. Le Toy Pad est composé de trois parties, une partie centrale qui ne peut accueillir qu'un personnage, véhicule ou gadget et de deux parties latérales qui peuvent accueillir chacune 3 personnage, véhicule ou gadget. Il est donc possible de placer jusqu’à sept personnages, véhicules ou gadgets en même temps.
Chaque partie du Toy Pad possède plusieurs couleurs différentes qui permettent d’interagir avec le jeu. Il y a la couleur blanche, couleur qui indique que le Toy pad est branché et les couleurs jaune, rouge, vert, violet, et bleu qui servent pour interagir dans le jeu.
Il faut en fonction des interactions comme notamment pour faire apparaitre des vortex, de réduire ou d'augmenter la taille des personnages, à trouver des objets, changer de place les figurines et les placer sur les couleurs demandées.
En fonction de l'histoire, on doit faire évoluer les gadgets et véhicules grâce au Toy Pad, il suffit de suivre le manuel de construction qui apparait à l'écran et de placer le gadget ou véhicule dans la partie centrale du Toy Pad, partie qui sert obligatoirement pour la sauvegarde de la construction,.
Dès novembre 2015, une mise à jour gratuite permet au joueur lorsqu'il se trouve face à un obstacle nécessitant une figurine dont il ne dispose pas de louer ce personnage pendant 120 secondes en échange de 50 000 pièces lego du jeu. Cependant, les personnages ne sont pas testables avant leur sorties.

### Niveaux
L'histoire principale se déroule à travers quatorze niveaux basés sur des licences. Un niveau bonus se débloque par la suite.
Chaque licence possède son monde ouvert dit « Open World », comme le monde ouvert des Simpson où l'on retrouve la ville de Springfield.
Certaines figurines donnent accès à des niveaux supplémentaires. Des pack donnent accès à des histoires supplémentaires.

## Distribution

### Personnages principaux
- Emmanuel Bonami : Batman
- Michel Barbey : Gandalf
- Céline Melloul : Cool-Tag
- Gabriel Le Doze : Lord Vortech
- Emmanuel Curtil : X-PO

### Personnages secondaires
- Donald Reignoux : Robin, Emmet, l'Homme Mystère, Norbert Dragonneau, Robin (Lego Batman, le film)
- Alexandre Gillet : Frodon, Sonic
- Christophe Lemoine : Sam Gamegie
- Dorothée Pousséo : Unikitty
- Barbe d'Acier
- Méchante sorcière de l'Ouest
- Philippe Peythieu : Homer Simpson, Abraham Simpson, le premier docteur
- Philippe Bozo : Président Business, Frank Honey
- Martial Le Minoux : Joker, Beetlejuice, Superman, Jake le chien
- Philippe Dumond : Saroumane
- Lex Luthor
- Maître Chen
- Stéphane Ronchewski : Le Docteur, Egon Spengler
- Double-Face
- Sauron
- Pierre Hatet : Doc Brown
- Luq Hamet : Marty McFly, Seamus McFly, Sammy
- GLaDOS
- Sébastien Desjours : Wheatley, Knuckles
- Marc Saez : Gollum
- Général Zod
- Gilbert Lévy : Davros, Voleur (niveau 10 du mode histoire)
- Benjamin Pascal : Fred
- Caroline Pascal : Véra, Marceline
- Daphné
- Xavier Fagnon : Scooby-Doo, Krusty le clown, Hans Taupeman, le maire Joe Quimby
- David Kruger : Owen Grady
- Emmanuel Garijo : Gamin Gamer (Midway Arcade)
- Marc Bretonnière : Eggman
- Alexandre Nguyen : Robin (Teen Titans Go!)
- Benjamin Bollen : Finn l'humain, Changelin, Laval
- Emmanuel Curtil : Kevin (SOS Fantômes) (2016)

## Packs
| Nom du pack                       | Contenu                                 | Date de sortie                                                  |
| --------------------------------- | --------------------------------------- | --------------------------------------------------------------- |
| Pack de démarrage LEGO Dimensions | Jeu vidéo LEGO Dimensions               | 27 septembre 2015 (Amérique du Nord) 29 septembre 2015 (Europe) |
| Pack de démarrage LEGO Dimensions | LEGO Toy Pad                            | 27 septembre 2015 (Amérique du Nord) 29 septembre 2015 (Europe) |
| Pack de démarrage LEGO Dimensions | Briques pour construire le Portail LEGO | 27 septembre 2015 (Amérique du Nord) 29 septembre 2015 (Europe) |
| Pack de démarrage LEGO Dimensions | Batman (DC Comics)                      | 27 septembre 2015 (Amérique du Nord) 29 septembre 2015 (Europe) |
| Pack de démarrage LEGO Dimensions | Gandalf (Le Seigneur des anneaux)       | 27 septembre 2015 (Amérique du Nord) 29 septembre 2015 (Europe) |
| Pack de démarrage LEGO Dimensions | Cool-Tag (La Grande Aventure Lego)      | 27 septembre 2015 (Amérique du Nord) 29 septembre 2015 (Europe) |
| Pack de démarrage LEGO Dimensions | Batmobile                               | 27 septembre 2015 (Amérique du Nord) 29 septembre 2015 (Europe) |

| Franchise            | Nom du pack                        | Contenu                                                | Date de sortie    | Vague   |
| -------------------- | ---------------------------------- | ------------------------------------------------------ | ----------------- | ------- |
| Retour vers le futur | Pack Aventure Retour vers le futur | Marty McFly                                            | 29 septembre 2015 | Vague 1 |
| Retour vers le futur | Pack Aventure Retour vers le futur | DeLorean                                               | 29 septembre 2015 | Vague 1 |
| Retour vers le futur | Pack Aventure Retour vers le futur | Hoverboard                                             | 29 septembre 2015 | Vague 1 |
| Retour vers le futur | Pack Aventure Retour vers le futur | Voyage dans le temps d'Hill Valey                      | 29 septembre 2015 | Vague 1 |
| Portal 2             | Pack Aventure Portal 2             | Chell                                                  | 29 septembre 2015 | Vague 1 |
| Portal 2             | Pack Aventure Portal 2             | Cube de voyage lesté                                   | 29 septembre 2015 | Vague 1 |
| Portal 2             | Pack Aventure Portal 2             | Tourelle                                               | 29 septembre 2015 | Vague 1 |
| Portal 2             | Pack Aventure Portal 2             | Aventure du centre d'enrichissement d'Aperture Science | 29 septembre 2015 | Vague 1 |
| Les Simpson          | Pack Aventure Les Simpson          | Homer Simpson                                          | 29 septembre 2015 | Vague 1 |
| Les Simpson          | Pack Aventure Les Simpson          | Voiture d'Homer                                        | 29 septembre 2015 | Vague 1 |
| Les Simpson          | Pack Aventure Les Simpson          | Nargue-O-Vision (télévision)                           | 29 septembre 2015 | Vague 1 |
| Les Simpson          | Pack Aventure Les Simpson          | Aventure de Springfield                                | 29 septembre 2015 | Vague 1 |
| Doctor Who           | Pack Aventure Doctor Who           | Le Docteur                                             | 3 novembre 2015   | Vague 2 |
| Doctor Who           | Pack Aventure Doctor Who           | TARDIS                                                 | 3 novembre 2015   | Vague 2 |
| Doctor Who           | Pack Aventure Doctor Who           | K-9                                                    | 3 novembre 2015   | Vague 2 |
| Doctor Who           | Pack Aventure Doctor Who           | Aventure de Victorian London                           | 3 novembre 2015   | Vague 2 |
| Ghostbusters         | Pack Aventure S.O.S. Fantômes      | Peter Venkman                                          | 19 janvier 2016   | Vague 3 |
| Ghostbusters         | Pack Aventure S.O.S. Fantômes      | Ecto-1                                                 | 19 janvier 2016   | Vague 3 |
| Ghostbusters         | Pack Aventure S.O.S. Fantômes      | Piège à fantômes                                       | 19 janvier 2016   | Vague 3 |
| Ghostbusters         | Pack Aventure S.O.S. Fantômes      | Aventure Spook Central                                 | 19 janvier 2016   | Vague 3 |
| Midway Arcade        | Pack Aventure Midway Arcade        | Gamin Gamer                                            | 15 mars 2016      | Vague 4 |
| Midway Arcade        | Pack Aventure Midway Arcade        | Borne de jeu                                           | 15 mars 2016      | Vague 4 |
| Midway Arcade        | Pack Aventure Midway Arcade        | G-6155 Spy Hunter                                      | 15 mars 2016      | Vague 4 |
| Midway Arcade        | Pack Aventure Midway Arcade        | Aventure des 20 jeux d'arcade classiques               | 15 mars 2016      | Vague 4 |
| Adventure Time       | Pack Aventure Adventure Time       | Finn                                                   | 28 septembre 2016 | Vague 6 |
| Adventure Time       | Pack Aventure Adventure Time       | Ancient War Elephant                                   | 28 septembre 2016 | Vague 6 |
| Adventure Time       | Pack Aventure Adventure Time       | Jakemobile                                             | 28 septembre 2016 | Vague 6 |
| Adventure Time       | Pack Aventure Adventure Time       | Aventure des terres de Ooo                             | 28 septembre 2016 | Vague 6 |
| Mission impossible   | Pack Aventure Mission impossible   | Ethan Hunt                                             | 28 septembre 2016 | Vague 6 |
| Mission impossible   | Pack Aventure Mission impossible   | Moto IMF                                               | 28 septembre 2016 | Vague 6 |
| Mission impossible   | Pack Aventure Mission impossible   | Voiture de sport IMF                                   | 28 septembre 2016 | Vague 6 |
| Mission impossible   | Pack Aventure Mission impossible   | Aventure de Mission impossible                         | 28 septembre 2016 | Vague 6 |
| Sonic the Hedgehog   | Pack Aventure Sonic the Hedgehog   | Sonic                                                  | 18 novembre 2016  | Vague 7 |
| Sonic the Hedgehog   | Pack Aventure Sonic the Hedgehog   | Sonic Speedster                                        | 18 novembre 2016  | Vague 7 |
| Sonic the Hedgehog   | Pack Aventure Sonic the Hedgehog   | The Tornado                                            | 18 novembre 2016  | Vague 7 |
| Sonic the Hedgehog   | Pack Aventure Sonic the Hedgehog   | Niveaux de jeu Sonic                                   | 18 novembre 2016  | Vague 7 |
| Les Goonies          | Pack Aventure Les Goonies          | Sinok                                                  | 10 mai 2017       | Vague 8 |
| Les Goonies          | Pack Aventure Les Goonies          | le Bateau pirate de Willy Leborgne                     | 10 mai 2017       | Vague 8 |
| Les Goonies          | Pack Aventure Les Goonies          | l'orgue squelette                                      | 10 mai 2017       | Vague 8 |
| Les Goonies          | Pack Aventure Les Goonies          | Niveaux de jeu Les Goonies                             | 10 mai 2017       | Vague 8 |

| Franchise        | Nom du pack                  | Contenu                | Date de sortie    | Vague   |
| ---------------- | ---------------------------- | ---------------------- | ----------------- | ------- |
| Jurassic World   | Pack Équipe Jurassic World   | Owen Grady             | 29 septembre 2015 | Vague 1 |
| Jurassic World   | Pack Équipe Jurassic World   | ACU                    | 29 septembre 2015 | Vague 1 |
| Jurassic World   | Pack Équipe Jurassic World   | Velociraptor           | 29 septembre 2015 | Vague 1 |
| Jurassic World   | Pack Équipe Jurassic World   | Gyrosphere             | 29 septembre 2015 | Vague 1 |
| Scooby-Doo       | Pack Équipe Scooby-Doo       | Scooby-Doo             | 29 septembre 2015 | Vague 1 |
| Scooby-Doo       | Pack Équipe Scooby-Doo       | Sammy Rogers           | 29 septembre 2015 | Vague 1 |
| Scooby-Doo       | Pack Équipe Scooby-Doo       | Mystery Machine        | 29 septembre 2015 | Vague 1 |
| Scooby-Doo       | Pack Équipe Scooby-Doo       | Scooby Snack           | 29 septembre 2015 | Vague 1 |
| Lego Ninjago     | Pack Équipe Lego Ninjago     | Kai                    | 3 novembre 2015   | Vague 2 |
| Lego Ninjago     | Pack Équipe Lego Ninjago     | Cole                   | 3 novembre 2015   | Vague 2 |
| Lego Ninjago     | Pack Équipe Lego Ninjago     | Blade Bike             | 3 novembre 2015   | Vague 2 |
| Lego Ninjago     | Pack Équipe Lego Ninjago     | Boulder Bomber         | 3 novembre 2015   | Vague 2 |
| DC Comics        | Pack Équipe DC Comics        | Le Joker               | 19 janvier 2016   | Vague 3 |
| DC Comics        | Pack Équipe DC Comics        | Harley Quinn           | 19 janvier 2016   | Vague 3 |
| DC Comics        | Pack Équipe DC Comics        | L'hélicoptère du Joker | 19 janvier 2016   | Vague 3 |
| DC Comics        | Pack Équipe DC Comics        | Le 4X4 d'Harley Quinn  | 19 janvier 2016   | Vague 3 |
| Harry Potter     | Pack Équipe Harry Potter     | Harry Potter           | 28 septembre 2016 | Vague 6 |
| Harry Potter     | Pack Équipe Harry Potter     | Voldemort              | 28 septembre 2016 | Vague 6 |
| Harry Potter     | Pack Équipe Harry Potter     | Voiture enchantée      | 28 septembre 2016 | Vague 6 |
| Harry Potter     | Pack Équipe Harry Potter     | Hogwarts Express       | 28 septembre 2016 | Vague 6 |
| Adventure Time   | Pack Équipe Adventure Time   | Jake                   | 28 septembre 2016 | Vague 6 |
| Adventure Time   | Pack Équipe Adventure Time   | BMO                    | 28 septembre 2016 | Vague 6 |
| Adventure Time   | Pack Équipe Adventure Time   | Princesse Lumpy Space  | 28 septembre 2016 | Vague 6 |
| Adventure Time   | Pack Équipe Adventure Time   | Voiture de Lumpy       | 28 septembre 2016 | Vague 6 |
| Gremlins         | Pack Équipe Gremlins         | Gizmo                  | 18 novembre 2016  | Vague 7 |
| Gremlins         | Pack Équipe Gremlins         | Stripe                 | 18 novembre 2016  | Vague 7 |
| Gremlins         | Pack Équipe Gremlins         | R.C. Racer             | 18 novembre 2016  | Vague 7 |
| Gremlins         | Pack Équipe Gremlins         | Flash 'n' Finish       | 18 novembre 2016  | Vague 7 |
| Les Super Nanas  | Pack équipe Les Super Nanas  | Belle                  | 12 septembre 2017 | Vague 9 |
| Les Super Nanas  | Pack équipe Les Super Nanas  | Bulle                  | 12 septembre 2017 | Vague 9 |
| Les Super Nanas  | Pack équipe Les Super Nanas  | Octi                   | 12 septembre 2017 | Vague 9 |
| Les Super Nanas  | Pack équipe Les Super Nanas  | PPG Smartphone         | 12 septembre 2017 | Vague 9 |
| Teen Titans Go ! | Pack équipe Teen Titans Go ! | Raven                  | 12 septembre 2017 | Vague 9 |
| Teen Titans Go ! | Pack équipe Teen Titans Go ! | Beast Boy              | 12 septembre 2017 | Vague 9 |
| Teen Titans Go ! | Pack équipe Teen Titans Go ! | T-Car                  | 12 septembre 2017 | Vague 9 |
| Teen Titans Go ! | Pack équipe Teen Titans Go ! | Spellbook of Azarath   | 12 septembre 2017 | Vague 9 |

| Franchise                | Nom du pack                     | Contenu                          | Date de sortie    | Vague     |
| ------------------------ | ------------------------------- | -------------------------------- | ----------------- | --------- |
| Lego Ninjago             | Pack Héros Zane                 | Zane                             | 29 septembre 2015 | Vague 1   |
| Lego Ninjago             | Pack Héros Zane                 | Ninjacopter                      | 29 septembre 2015 | Vague 1   |
| Lego Ninjago             | Pack Héros Nya                  | Nya                              | 29 septembre 2015 | Vague 1   |
| Lego Ninjago             | Pack Héros Nya                  | Robot Samurai                    | 29 septembre 2015 | Vague 1   |
| Lego Ninjago             | Pack Héros Jay                  | Jay                              | 29 septembre 2015 | Vague 1   |
| Lego Ninjago             | Pack Héros Jay                  | Stormfighter                     | 29 septembre 2015 | Vague 1   |
| Lego Ninjago             | Pack Héros Sensei Wu            | Sensei Wu                        | 19 janvier 2016   | Vague 3   |
| Lego Ninjago             | Pack Héros Sensei Wu            | Flying white dragon              | 19 janvier 2016   | Vague 3   |
| Lego Ninjago             | Pack Héros Lloyd                | Lloyd                            | 10 mai 2016       | Vague 5   |
| Lego Ninjago             | Pack Héros Lloyd                | Dragon d'or                      | 10 mai 2016       | Vague 5   |
| La Grande Aventure Lego  | Pack Héros Emmet                | Emmet                            | 29 septembre 2015 | Vague 1   |
| La Grande Aventure Lego  | Pack Héros Emmet                | La pelleteuse d'Emmet            | 29 septembre 2015 | Vague 1   |
| La Grande Aventure Lego  | Pack Héros Benny                | Benny                            | 29 septembre 2015 | Vague 1   |
| La Grande Aventure Lego  | Pack Héros Benny                | Le vaisseau spatial de Benny     | 29 septembre 2015 | Vague 1   |
| La Grande Aventure Lego  | Pack Héros Méchant flic         | Méchant flic                     | 29 septembre 2015 | Vague 1   |
| La Grande Aventure Lego  | Pack Héros Méchant flic         | Voiture de police                | 29 septembre 2015 | Vague 1   |
| La Grande Aventure Lego  | Pack Héros Unikitty             | Unikitty                         | 3 novembre 2015   | Vague 2   |
| La Grande Aventure Lego  | Pack Héros Unikitty             | Cloud Cuckoo Car                 | 3 novembre 2015   | Vague 2   |
| Le Seigneur des anneaux  | Pack Héros Legolas              | Legolas                          | 29 septembre 2015 | Vague 1   |
| Le Seigneur des anneaux  | Pack Héros Legolas              | Arc                              | 29 septembre 2015 | Vague 1   |
| Le Seigneur des anneaux  | Pack Héros Gollum               | Gollum                           | 29 septembre 2015 | Vague 1   |
| Le Seigneur des anneaux  | Pack Héros Gollum               | Arachne                          | 29 septembre 2015 | Vague 1   |
| Le Seigneur des anneaux  | Pack Héros Gimli                | Gimli                            | 29 septembre 2015 | Vague 1   |
| Le Seigneur des anneaux  | Pack Héros Gimli                | Axe Chariot                      | 29 septembre 2015 | Vague 1   |
| DC Comics                | Pack Héros Wonder Woman         | Wonder Woman                     | 29 septembre 2015 | Vague 1   |
| DC Comics                | Pack Héros Wonder Woman         | Jet invisible                    | 29 septembre 2015 | Vague 1   |
| DC Comics                | Pack Héros Cyborg               | Cyborg                           | 29 septembre 2015 | Vague 1   |
| DC Comics                | Pack Héros Cyborg               | Cyber-Guarde                     | 29 septembre 2015 | Vague 1   |
| DC Comics                | Pack Héros Aquaman              | Aquaman                          | 15 mars 2016      | Vague 4   |
| DC Comics                | Pack Héros Aquaman              | Aqua sous-marin                  | 15 mars 2016      | Vague 4   |
| DC Comics                | Pack Héros Superman             | Superman                         | 15 mars 2016      | Vague 4   |
| DC Comics                | Pack Héros Superman             | Hover Pod                        | 15 mars 2016      | Vague 4   |
| DC Comics                | Pack Héros Bane                 | Bane                             | 10 mai 2016       | Vague 5   |
| DC Comics                | Pack Héros Bane                 | Foreuse de Bane                  | 10 mai 2016       | Vague 5   |
| Le Magicien d'Oz         | Pack Héros La Méchante Sorcière | Méchante Sorcière de l'Ouest     | 29 septembre 2015 | Vague 1   |
| Le Magicien d'Oz         | Pack Héros La Méchante Sorcière | Singe ailé                       | 29 septembre 2015 | Vague 1   |
| Lego Chima               | Pack Héros Laval                | Laval                            | 29 septembre 2015 | Vague 1   |
| Lego Chima               | Pack Héros Laval                | Speedor de Laval                 | 29 septembre 2015 | Vague 1   |
| Lego Chima               | Pack Héros Cragger              | Cragger                          | 29 septembre 2015 | Vague 1   |
| Lego Chima               | Pack Héros Cragger              | Speedor de Cragger               | 29 septembre 2015 | Vague 1   |
| Lego Chima               | Pack Héros Eris                 | Eris                             | 29 septembre 2015 | Vague 1   |
| Lego Chima               | Pack Héros Eris                 | Speedor de Eris                  | 29 septembre 2015 | Vague 1   |
| Les Simpson              | Pack Héros Bart                 | Bart Simpson                     | 3 novembre 2015   | Vague 2   |
| Les Simpson              | Pack Héros Bart                 | Caisse à savon de course de Bart | 3 novembre 2015   | Vague 2   |
| Les Simpson              | Pack Héros Krusty               | Krusty le clown                  | 3 novembre 2015   | Vague 2   |
| Les Simpson              | Pack Héros Krusty               | Vélo de Krusty                   | 3 novembre 2015   | Vague 2   |
| Retour vers le futur     | Pack Héros Doc Brown            | Doc Brown                        | 19 janvier 2016   | Vague 3   |
| Retour vers le futur     | Pack Héros Doc Brown            | Train à voyager dans le temps    | 19 janvier 2016   | Vague 3   |
| S.O.S. Fantômes          | Pack Héros Bibendum Chamallow   | Bibendum Chamallow               | 15 mars 2016      | Vague 4   |
| S.O.S. Fantômes          | Pack Héros Bibendum Chamallow   | Terror Dog                       | 15 mars 2016      | Vague 4   |
| S.O.S. Fantômes          | Pack Héros Bouffe-Tout          | Bouffe-tout                      | 10 mai 2016       | Vague 5   |
| S.O.S. Fantômes          | Pack Héros Bouffe-Tout          | Canon à slime                    | 10 mai 2016       | Vague 5   |
| Doctor Who               | Pack Héros Cyberman             | Cyberman                         | 19 janvier 2016   | Vague 3   |
| Doctor Who               | Pack Héros Cyberman             | Dalek                            | 19 janvier 2016   | Vague 3   |
| Agence tous risques      | Pack Héros Barracuda            | Barracuda                        | 28 septembre 2016 | Vague 6   |
| Agence tous risques      | Pack Héros Barracuda            | Van de Barracuda                 | 28 septembre 2016 | Vague 6   |
| E.T.                     | Pack Héros E.T.                 | E.T.                             | 18 novembre 2016  | Vague 7   |
| E.T.                     | Pack Héros E.T.                 | Phone House                      | 18 novembre 2016  | Vague 7   |
| Les Animaux fantastiques | Pack Héros Tina Goldstein       | Tina Goldstein                   | 18 novembre 2016  | Vague 7   |
| Les Animaux fantastiques | Pack Héros Tina Goldstein       | Swooping Evil                    | 18 novembre 2016  | Vague 7   |
| Adventure Time           | Pack Héros Marceline            | Marceline, la reine des vampire  | 18 novembre 2016  | Vague 7   |
| Adventure Time           | Pack Héros Marceline            | Lunatic Amp                      | 18 novembre 2016  | Vague 7   |
| Lego Batman, le film     | Pack Héros Excalibur Batman     | Excalibur Batman                 | 10 février 2017   | Vague 7.5 |
| Lego Batman, le film     | Pack Héros Excalibur Batman     | Bionic Steed                     | 10 février 2017   | Vague 7.5 |
| Knight Rider             | Pack Héros Michael Knight       | Michael Knight                   | 10 février 2017   | Vague 7.5 |
| Knight Rider             | Pack Héros Michael Knight       | K.I.T.T.T.                       | 10 février 2017   | Vague 7.5 |
| Harry Potter             | Pack Héros Hermione             | Hermione Granger                 | 10 mai 2017       | Vague 8   |
| Harry Potter             | Pack Héros Hermione             | Buckbeak                         | 10 mai 2017       | Vague 8   |
| Lego City                | Pack héros Chase McCain         | Chase McCain                     | 10 mai 2017       | Vague 8   |
| Lego City                | Pack héros Chase McCain         | Hélicoptère de la police         | 10 mai 2017       | Vague 8   |
| Beetlejuice              | Pack héros Beetlejuice          | Beetlejuice                      | 12 septembre 2017 | Vague 9   |
| Beetlejuice              | Pack héros Beetlejuice          | Saturn’s Sandworm                | 12 septembre 2017 | Vague 9   |
| Les Super Nanas          | Pack héros Rebelle              | Rebelle                          | 12 septembre 2017 | Vague 9   |
| Les Super Nanas          | Pack héros Rebelle              | Mega Blast Bot                   | 12 septembre 2017 | Vague 9   |
| Teen Titans Go !         | Pack héros Starfire             | Starfire                         | 12 septembre 2017 | Vague 9   |
| Teen Titans Go !         | Pack héros Starfire             | Titan robot                      | 12 septembre 2017 | Vague 9   |

| Franchise                | Nom du pack                             | Contenu                            | Date de sortie    | Vague     |
| ------------------------ | --------------------------------------- | ---------------------------------- | ----------------- | --------- |
| SOS Fantômes 2016        | Pack Histoire SOS Fantômes Ghostbusters | Abby Yates                         | 28 septembre 2016 | Vague 6   |
| SOS Fantômes 2016        | Pack Histoire SOS Fantômes Ghostbusters | Restaurant chinois de Zhu          | 28 septembre 2016 | Vague 6   |
| SOS Fantômes 2016        | Pack Histoire SOS Fantômes Ghostbusters | Ecto-1 constructible 3-en-1        | 28 septembre 2016 | Vague 6   |
| SOS Fantômes 2016        | Pack Histoire SOS Fantômes Ghostbusters | 6 niveaux Ghostbusters             | 28 septembre 2016 | Vague 6   |
| Les Animaux fantastiques | Pack Histoire Les Animaux fantastiques  | Newt Scamander                     | 18 novembre 2016  | Vague 7   |
| Les Animaux fantastiques | Pack Histoire Les Animaux fantastiques  | Macusa                             | 18 novembre 2016  | Vague 7   |
| Les Animaux fantastiques | Pack Histoire Les Animaux fantastiques  | Niffleur                           | 18 novembre 2016  | Vague 7   |
| Les Animaux fantastiques | Pack Histoire Les Animaux fantastiques  | 6 niveaux Les Animaux fantastiques | 18 novembre 2016  | Vague 7   |
| Lego Batman, le film     | Pack Histoire Lego Batman, le film      | Robin et Batgirl                   | 10 février 2017   | Vague 7.5 |
| Lego Batman, le film     | Pack Histoire Lego Batman, le film      | Bat ordi                           | 10 février 2017   | Vague 7.5 |
| Lego Batman, le film     | Pack Histoire Lego Batman, le film      | Batwing                            | 10 février 2017   | Vague 7.5 |
| Lego Batman, le film     | Pack Histoire Lego Batman, le film      | 6 niveaux Lego Batman, le film     | 10 février 2017   | Vague 7.5 |

| Franchise | Nom du pack | Sortie                                                                                         |
| --------- | ----------- | ---------------------------------------------------------------------------------------------- |
| DC Comics | Green Arrow | Distribué à l'E3 2016                                                                          |
| DC Comics | Supergirl   | Vendue dans les packs de démarrage de PS4 à partir de septembre 2016 pendant une durée limitée |